# Sofia di Holstein-Gottorp
Sofia di Holstein-Gottorp (Gottorp, 1º giugno 1569 – Schwerin, 14 novembre 1634) fu reggente del Ducato di Meclemburgo-Schwerin dal 1603 al 1608.

## Biografia
Sofia era la figlia di Adolfo di Holstein-Gottorp, duca di Holstein-Gottorp, e di sua moglie, Cristina d'Assia. 

## Matrimonio
Sposò, il 17 febbraio 1588 a Reinbek, Giovanni VII di Meclemburgo-Schwerin (7 marzo 1558-22 marzo 1592), figlio di Giovanni Alberto I di Meclemburgo-Schwerin.
Ebbero tre figli:
- Adolfo Federico I (15 dicembre 1588-27 febbraio 1658), sposò Anna Maria di Ostfriesland e successivamente Maria Caterina di Braunschweig-Dannenberg;
- Giovanni Alberto II (5 maggio 1590-23 aprile 1636), sposò in prime nozze Margherita Elisabetta di Mecklenburg, in seconde nozze Elisabetta d'Assia-Kassel e in terze nozze Eleonora Maria di Anhalt-Bernburg;
- Anna Sofia (19 settembre 1591-11 febbraio 1648).

Giovanni era un sovrano debole che non era in grado di governare il suo paese indebitato e corrotto. Nel 1592, suo marito si pugnalò con sette coltellate. Inizialmente, il duca Ulrico di Meclemburgo assunse la reggenza e Sofia si ritirò a Lübz. Il paese declinò visibilmente durante l'amministrazione dei governatori inviati dal duca Ulrico.
Sofia amministrò il suo wittum, i distretti di Rehna e Wittenburg con molta cautela e attenzione. Dopo la morte del duca Ulrico nel 1603, il duca Carlo I chiese a Sofia di amministrare il Meclemburgo-Schwerin per conto dei suoi figli minorenni. Ha raccolto la sfida e ha agito con vigore contro gli abusi della precedente amministrazione. Riuscì a migliorare la situazione finanziaria del Ducato.
Nel 1608, il duca Carlo I chiese all'imperatore di dichiarare adulto il figlio maggiore di Sofia. I suoi figli si erano allontanati da lei da tempo. Durante il loro regno, il paese piombò di nuovo nel caos finanziario. Sofia tornò a Lübz. Nel 1628 Wallenstein conquistò il Meclemburgo e costrinse i suoi figli a lasciare il paese dopo il bando imperiale e tornarono solo nel maggio 1631 dopo la caduta di Wallenstein con l'aiuto delle truppe svedesi.

## Morte
Sofia morì il 14 novembre 1634. Da lei discendono tutti i successivi granduchi di Meclemburgo-Schwerin e Meclemburgo-Strelitz.

## Ascendenza
|                            |                      |                              | Genitori                          |  |  | Nonni |  |  | Bisnonni                 |  |  | Trisnonni             |  |
|                            |                      |                              |                                   |  |  |       |  |  | Cristiano I di Danimarca |  |  | Dietrich di Oldenburg |  |
|                            |                      |                              |                                   |  |  |       |  |  | Cristiano I di Danimarca |  |  | Dietrich di Oldenburg |  |
|                            |                      | Edvige di Schauenburg        |                                   |  |  |       |  |  | Cristiano I di Danimarca |  |  |                       |  |
| Federico I di Danimarca    |                      |                              |                                   |  |  |       |  |  | Cristiano I di Danimarca |  |  |                       |  |
|                            |                      | Dorotea di Brandeburgo       | Federico I di Brandeburgo         |  |  |       |  |  |                          |  |  |                       |  |
|                            |                      | Dorotea di Brandeburgo       | Federico I di Brandeburgo         |  |  |       |  |  |                          |  |  |                       |  |
|                            |                      | Dorotea di Brandeburgo       | Elisabetta di Baviera-Landshut    |  |  |       |  |  |                          |  |  |                       |  |
| Adolfo di Holstein-Gottorp |                      | Dorotea di Brandeburgo       |                                   |  |  |       |  |  |                          |  |  |                       |  |
|                            |                      | Boghislao X di Pomerania     | Eric II di Pomerania-Wolgast      |  |  |       |  |  |                          |  |  |                       |  |
|                            |                      | Boghislao X di Pomerania     | Eric II di Pomerania-Wolgast      |  |  |       |  |  |                          |  |  |                       |  |
|                            |                      | Boghislao X di Pomerania     | Sofia di Pomerania-Stolp          |  |  |       |  |  |                          |  |  |                       |  |
| Sofia di Pomerania         |                      | Boghislao X di Pomerania     |                                   |  |  |       |  |  |                          |  |  |                       |  |
|                            |                      | Anna di Polonia              | Casimiro IV di Polonia            |  |  |       |  |  |                          |  |  |                       |  |
|                            |                      | Anna di Polonia              | Casimiro IV di Polonia            |  |  |       |  |  |                          |  |  |                       |  |
|                            |                      | Anna di Polonia              | Elisabetta d'Asburgo              |  |  |       |  |  |                          |  |  |                       |  |
| Sofia di Holstein-Gottorp  |                      | Anna di Polonia              |                                   |  |  |       |  |  |                          |  |  |                       |  |
|                            | Guglielmo II d'Assia | Ludovico II d'Assia          |                                   |  |  |       |  |  |                          |  |  |                       |  |
|                            | Guglielmo II d'Assia | Ludovico II d'Assia          |                                   |  |  |       |  |  |                          |  |  |                       |  |
|                            | Guglielmo II d'Assia | Matilde di Württemberg-Urach |                                   |  |  |       |  |  |                          |  |  |                       |  |
| Filippo I d'Assia          | Guglielmo II d'Assia |                              |                                   |  |  |       |  |  |                          |  |  |                       |  |
|                            |                      | Anna di Meclemburgo-Schwerin | Magnus II di Meclemburgo-Schwerin |  |  |       |  |  |                          |  |  |                       |  |
|                            |                      | Anna di Meclemburgo-Schwerin | Magnus II di Meclemburgo-Schwerin |  |  |       |  |  |                          |  |  |                       |  |
|                            |                      | Anna di Meclemburgo-Schwerin | Sofia di Pomerania-Wolgast        |  |  |       |  |  |                          |  |  |                       |  |
| Cristina d'Assia           |                      | Anna di Meclemburgo-Schwerin |                                   |  |  |       |  |  |                          |  |  |                       |  |
|                            |                      | Ernesto di Sassonia          | Federico II di Sassonia           |  |  |       |  |  |                          |  |  |                       |  |
|                            |                      | Ernesto di Sassonia          | Federico II di Sassonia           |  |  |       |  |  |                          |  |  |                       |  |
|                            |                      | Ernesto di Sassonia          | Margherita d'Austria              |  |  |       |  |  |                          |  |  |                       |  |
| Cristina di Sassonia       |                      | Ernesto di Sassonia          |                                   |  |  |       |  |  |                          |  |  |                       |  |
|                            |                      | Elisabetta di Baviera        | Alberto III di Baviera            |  |  |       |  |  |                          |  |  |                       |  |
|                            |                      | Elisabetta di Baviera        | Alberto III di Baviera            |  |  |       |  |  |                          |  |  |                       |  |
|                            |                      | Elisabetta di Baviera        | Anna di Braunschweig-Grubenhagen  |  |  |       |  |  |                          |  |  |                       |  |
|                            |                      | Elisabetta di Baviera        |                                   |  |  |       |  |  |                          |  |  |                       |  |